# The Prince's Trust
The King's Trust (già The Prince's Trust) è un ente di beneficenza nel Regno Unito fondato nel 1976 da re Carlo III del Regno Unito, allora principe del Galles, per aiutare i giovani vulnerabili a rimettersi in sesto. Supporta i giovani disoccupati di età compresa tra gli 11 e i 30, che si trovano in un contesto scolastico delicato e che sono a rischio di esclusione. Molti dei giovani sostenuti da The Trust sono in cura o già curati, sono senzatetto, hanno problemi di salute mentale o avuto problemi con la legge.

## Attività
L'ente gestisce una serie di programmi di formazione, fornendo supporto pratico e finanziario per rafforzare la fiducia e la motivazione dei giovani. Ogni anno vi prendono parte circa 60.000 persone, delle quali tre su quattro si avviano al lavoro, all'istruzione, al volontariato o alla formazione.
Nel 1999, i numerosi enti di beneficenze The Trust sono stati riuniti in The Prince's Trust è sono stati riconosciuti dalla regina Elisabetta II durante una cerimonia a Buckingham Palace, con la concessione di una Royal Charter. L'anno seguente l'ente venne decentrato in Galles, Scozia, Irlanda del Nord e altre regioni inglesi, ma il controllo generale rimase a Londra. The King's Trust spesso ospita animatori provenienti da tutto il mondo. Nell'aprile 2011, l'organizzazione benefica dei giovani Fairbridge è entrata a far parte del The Trust. Nel 2015, è stato lanciato The Prince's Trust International come parte di una collaborazione con altre organizzazioni benefiche e organismi in altri paesi (principalmente nazioni del Commonwealth) per aiutare i giovani in quei paesi.
La King's Trust è una delle organizzazioni di finanziamento di maggior successo nel Regno Unito e la principale organizzazione benefica per i giovani, avendone aiutato oltre 950.000 a cambiare la propria vita, creando 125.000 imprenditori e fornendo supporto commerciale a 395.000 persone nel Regno Unito. Dal 2006 al 2016, il suo impegno economico è stato stimato in 1,4 miliardi di sterline.

## Storia

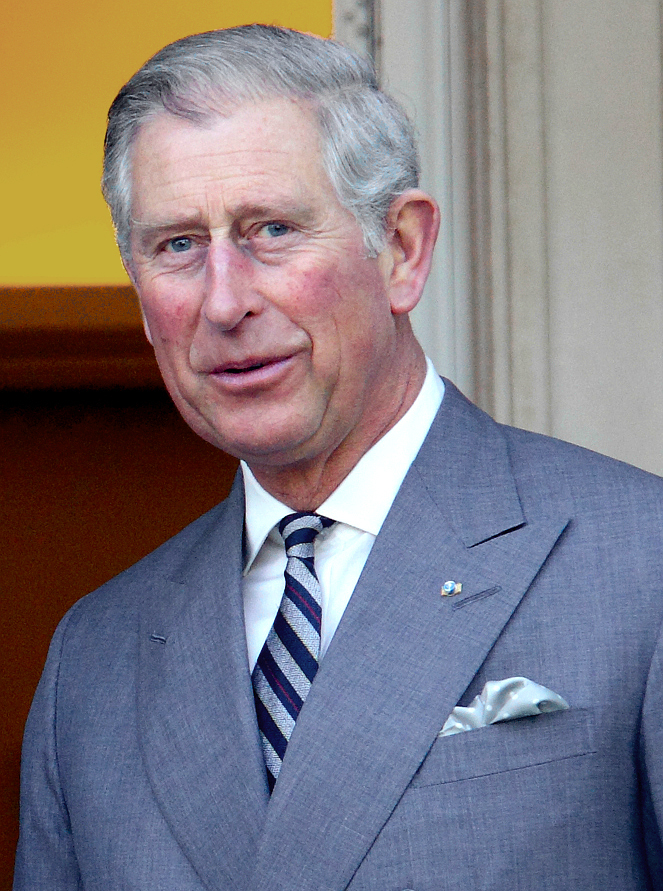
Re Carlo III del Regno Unito, già Principe del Galles.

The Prince's Trust è stato fondato nel 1976. Nel 1982 si è tenuto a Birmingham un concerto degli Status Quo a beneficio dell'associazione. Nel 1986 si tenne un concerto a Wembley con molti artisti, come Elton John, Phil Collins e George Harrison. Nel 1988, in occasione del 40º compleanno del principe Carlo, fu fatto un appello per donazioni che consentì la raccolta di 40 milioni di sterline. Nel 1996, il primo concerto si svolse ad Hyde Park. Nel 2019 The Prince's Trust è criticato per aver donato più di 10.000 sterline al Partito Conservatore. É sta incaricata una commissione di verificare che ciò non violi la legge britannica. Nel 2011 The Prince's Trust si fuse con un'altra organizzazione benefica, Fairbridge, e nel 2013 il Principe del Galles aprì un centro a Cardiff. Nel 2016 l'associazione ha celebrato i 40 anni di attività..
A seguito dell'ascesa al trono del principe Carlo (8 settembre 2022), l'associazione ha cambiato nome in The King's Trust nell'ottobre 2024.